# António de Spínola

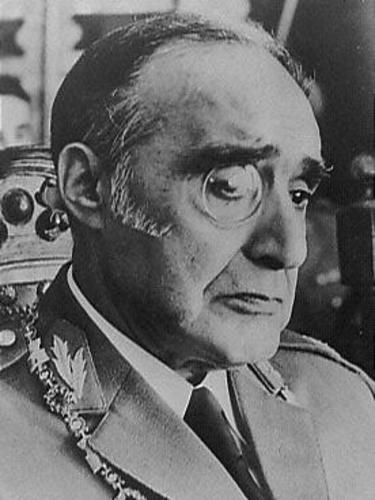
António de Spínola, Präsident der Dritten Portugiesischen Republik im Jahre 1974

António Sebastião Ribeiro de Spínola [ɐ̃ˈtɔniw sɨβɐʃtiˈɐ̃w̃ ʁiˈβɐjɾu dɨ ˈspinulɐ] (* 11. April 1910 in Estremoz, Alto Alentejo; † 13. August 1996 in Lissabon) war ein portugiesischer General und Politiker. Er war nach der Nelkenrevolution von April bis September 1974 Präsident der Übergangsregierung Junta de Salvação Nacional und damit der erste Präsident der Dritten Portugiesischen Republik.

## Leben

### Werdegang
António Spínola war Sohn einer wohlhabenden aristokratischen Familie. Spínolas Vater, António Sebastião Spínola, war einer der engsten Finanzberater des langjährigen portugiesischen Diktators Salazar.
Während des Spanischen Bürgerkriegs kämpfte er als Freiwilliger auf Seiten Francisco Francos. An der Schlacht um Leningrad während des Zweiten Weltkriegs nahm er als Beobachter der Wehrmacht teil. Von 1968 bis 1973 war er Militärgouverneur von Portugiesisch-Guinea (heute Guinea-Bissau), in dieser Funktion auch Oberbefehlshaber der Militäraktion Mar Verde, und danach stellvertretender Generalstabschef.
Nach der Veröffentlichung seines Buches Portugal e o Futuro („Portugal und die Zukunft“; deutsch, Düsseldorf 1974), in dem er im Februar 1974 darlegte, dass der kostspielige Kolonialkrieg in Afrika militärisch nicht zu gewinnen sei, und für politische Reformen plädierte, wurde er im März 1974 seines Postens enthoben.

### Nelkenrevolution
Im Zuge der Revolution im April 1974, in der die linksgerichtete Armeegruppe Movimento das Forças Armadas (MFA) die Diktatur des „Estado Novo“ stürzte, vereinbarte die MFA in den Kapitulationsverhandlungen mit dem Diktator Marcelo Caetano die geordnete Abgabe der Staatsgewalt an eine Übergangsregierung, die von dem als neutral geltenden Spínola geführt werden sollte. Auf einer Pressekonferenz versprach er freie Parlamentswahlen und kündigte die Freilassung politischer Gefangener und die Aufhebung der Pressezensur an.
Nach Auseinandersetzungen mit dem linken Flügel des MFA trat er im September 1974 zurück. Nachdem er am 11. März 1975 in einen gescheiterten Putschversuch konservativer Kräfte gegen die Linksregierung involviert war, musste er aus Portugal fliehen und ging nach Spanien (später Brasilien) ins Exil.

### Exil und Tod
Im brasilianischen Exil gründete er im Geheimen die Movimento Democrático de Libertação de Portugal („Demokratische Bewegung zur Befreiung Portugals“) mit dem Ziel nach Portugal zurückzukehren, die sozialistischen Kräfte zu stürzen und die Macht zurückzuerobern. Im Februar 1976 gelangte er unter der Auflage, jegliche politische Tätigkeit zu unterlassen, in die Schweiz. Als er am 25. März 1976 in Düsseldorf für Waffenlieferungsverhandlungen mit Günter Wallraff, der sich als Waffenunterhändler ausgab, zusammenkam, wurden seine Putschpläne von Wallraff publik gemacht. Am 9. April musste er die Schweiz verlassen und floh nach Brasilien.
Nach 1976 kehrte er aus dem Exil nach Portugal zurück. Trotz der Putschversuche wurde er wegen seiner bedeutenden Rolle während der Nelkenrevolution später rehabilitiert, spielte aber politisch keine Rolle mehr. 1981 wurde ihm der Ehrentitel eines Marschalls, 1987 das Großkreuz des Turm- und Schwertordens verliehen.
1996 starb Spínola an einer Lungenembolie.

## Werke
- 1970: Por Uma Guiné Melhor
- 1971: Linha de Acção
- 1972: No Caminho do Futuro
- 1973: Por Uma Portugalidade Renovada
- 1974: Portugal e o Futuro
  - dt. Ausgabe: Portugal und die Zukunft. Mit einem Vorwort von Hans-Adolf Jacobsen. Droste Verlag, Düsseldorf 1974, ISBN 3-7700-0397-7.
- 1976: Ao Serviço de Portugal
- 1978: País sem Rumo – Contributo para a História de uma Revolução